# 洛陽三十三所觀音靈場
洛陽三十三所觀音靈場（日语：／）是京都府京都市三十三座祭祀觀音菩薩的寺院構成的觀音靈場。平安時代，由後白河法皇設定，一時中斷後，2005年復興。

## 概要
起源於平安時代末期，後白河法皇設定，用來代替廣域而巡禮困難的西國三十三箇所。室町時代的永享3年（1431年）頃，固定由行願寺到北野天滿宮的三十三所，之後因應仁之亂等而廢絕。江戶時代的寛文5年（1665年），靈元天皇勅命中興，新的順路由六角堂到清和院。明治維新後再度衰退，2005年復興。

## 靈場一覽
| No.        | 寺                 | 宗派・寺格         | 靈場本尊     | 所在地                                      |
| ---------- | ------------------ | ------------------ | ------------ | ------------------------------------------- |
| 第一番     | 六角堂頂法寺       | 單立               | 如意輪觀音   | 中京區六角通東洞院西入堂之前町248           |
| 第二番     | 新京極誓願寺       | 淨土宗西山深草派   | 十一面觀音   | 中京區新京極櫻之町453                       |
| 第三番     | 清荒神護淨院       | 天台宗             | 准胝觀音     | 上京區荒神口通寺町東入荒神町122             |
| 第四番     | 革堂行願寺         | 天台宗             | 千手觀音     | 中京區寺町通竹屋町上ル行願寺門前町17        |
| 第五番     | 真如堂新長谷寺     | 天台宗             | 十一面觀音   | 左京區淨土寺真如町82                        |
| 第六番     | 金戒光明寺         | 淨土宗             | 千手觀音     | 左京區黑谷町121                             |
| 第七番     | 長樂寺             | 時宗               | 准胝觀音     | 東山區圓山町626                             |
| 第八番     | 大蓮寺             | 淨土宗             | 十一面觀音   | 左京區東山二條西入ル一筋目下ル457           |
| 第九番     | 青龍寺             | 淨土宗             | 聖觀音       | 東山區河原町通八坂鳥居前下ル南町411         |
| 第十番     | 清水寺善光寺堂     | 北法相宗           | 如意輪觀音   | 東山區清水一丁目294                         |
| 第十一番   | 清水寺奧之院       | 北法相宗           | 三面千手觀音 | 東山區清水一丁目294                         |
| 第十二番   | 清水寺本堂         | 北法相宗           | 千手觀音     | 東山區清水一丁目294                         |
| 第十三番   | 清水寺朝倉堂       | 北法相宗           | 千手觀音     | 東山區清水一丁目294                         |
| 第十四番   | 清水寺泰產寺       | 北法相宗           | 千手觀音     | 東山區清水一丁目294                         |
| 第十五番   | 六波羅蜜寺         | 真言宗智山派       | 十一面觀音   | 東山區五條通大和大路上ル東入                |
| 第十六番   | 仲源寺             | 淨土宗             | 千手觀音     | 東山區四條通大和大路東入ル祇園町南側585     |
| 第十七番   | 蓮華王院三十三間堂 | 天台宗             | 千手觀音     | 東山區三十三間堂廻り町657                   |
| 第十八番   | 善能寺             | 真言宗泉涌寺派     | 聖觀音       | 東山區泉涌寺山內町34                        |
| 第十九番   | 今熊野觀音寺       | 真言宗泉涌寺派     | 十一面觀音   | 東山區泉涌寺山內町32                        |
| 第二十番   | 泉涌寺             | 真言宗泉涌寺派     | 楊貴妃觀音   | 東山區泉涌寺山內町27                        |
| 第二十一番 | 法性寺             | 淨土宗西山禪林寺派 | 千手觀音     | 東山區本町一六丁目307                       |
| 第二十二番 | 城興寺             | 真言宗泉涌寺派     | 千手觀音     | 南區東九條烏丸町7-1                         |
| 第二十三番 | 教王護國寺         | 東寺真言宗         | 十一面觀音   | 南區九條町1                                 |
| 第二十四番 | 長円寺             | 淨土宗             | 聖觀音       | 下京區松原通大宮西入中堂寺西寺町33          |
| 第二十五番 | 法音院             | 真言宗泉涌寺派     | 不空羂索觀音 | 東山區泉涌寺山內町30                        |
| 第二十六番 | 正運寺             | 淨土宗             | 十一面觀音   | 中京區蛸藥師通大宮西入因幡町112             |
| 第二十七番 | 平等寺             | 真言宗智山派       | 十一面觀音   | 下京區松原通烏丸東入因幡堂町728             |
| 第二十八番 | 壬生寺中院         | 律宗               | 十一面觀音   | 中京區壬生椰ノ宮町31壬生寺內                |
| 第二十九番 | 福勝寺             | 真言宗善通寺派     | 聖觀音       | 上京區出水通千本西入ル七番町323-1           |
| 第三十番   | 椿寺地藏院         | 淨土宗             | 十一面觀音   | 北區一條通り西大路東入る大將軍川端町2       |
| 第三十一番 | 東向觀音寺         | 真言宗泉涌寺派     | 十一面觀音   | 上京區今小路通御前通西入上る觀音寺門前町863 |
| 第三十二番 | 廬山寺             | 圓淨宗             | 如意輪觀音   | 上京區寺町通廣小路上る                      |
| 第三十三番 | 清和院             | 真言宗智山派       | 聖觀音       | 上京區七本松通一條上る一觀音町428-1         |

## 外部連結
- 洛陽三十三所觀音巡禮 （页面存档备份，存于）